# Région de Dioïla
La région de Dioïla, 13e région administrative malienne, issue du démembrement de la région de Koulikoro, est une circonscription administrative et une collectivité territoriale, résultant de la loi 2012-017 du 2 mars 2012 et de la loi 2023-006 du 13 mars 2023. Elle a pour chef-lieu, la ville de Dioïla.

## Géographie
Située au sud-ouest du pays, elle s'étend sur 12 330 km2 soit 0,99 % du territoire national. La région de Dioïla est limitrophe de cinq régions maliennes.
| Koulikoro | Ségous   | Ségous   |
| Koulikoro | Dioïla   | Koutiala |
| Bougouni  | Bougouni | Sikasso  |

### Hydrographie
La région est située dans le bassin versant du fleuve Niger, elle est drainée par les rivières : Bagoé, Banifing, Baoulé et leurs affluents.

## Histoire
La région est instaurée en 2012, confirmée en mars 2023 par la loi 2023-006 subdivisant le Mali en 19 régions et un district correspondant à la capitale. Le cercle de Dioïla est soustrait de la région de Koulikoro pour former la nouvelle région de Dioïla.

## Administration
La région est composée de 6 cercles, divisés en 13 arrondissements, 23 communes, 361 villages, fractions et quartiers VFQ. Le code à deux chiffres attribué à la région est le 12 (loi 2023-007), les cercles sont codifiés selon l'ordre chronologique par la loi 2023-002 du 13 mars 2023.
| Code | Cercles            | Arrondissements | Communes |
| ---- | ------------------ | --------------- | -------- |
| 1301 | Cercle de Dioïla   | 2               | 6        |
| 1302 | Cercle de Banco    | 2               | 2        |
| 1303 | Cercle de Béléko   | 2               | 4        |
| 1304 | Cercle de Fana     | 3               | 7        |
| 1305 | Cercle de Massigui | 2               | 2        |
| 1306 | Cercle de Ména     | 2               | 2        |

## Population
Lors du recensement général de la population réalisé en 2022, la population régionale est relevée à 675 965 habitants, soit 3,02 % de la population nationale.

## Gouverneurs
- 2021 : Abdallah Faskoye